# Islas Cocos
Las Islas Cocos o Islas Keeling, organizadas administrativamente como el Territorio de las Islas Cocos (Keeling) (en inglés, Territory of Cocos (Keeling) Islands y en malayo de las Islas Cocos, Pulu Cocos [Keeling]), son un territorio dependiente organizado oficialmente como territorio externo de Australia en Asia. Según el censo de 2021, tienen una población de 593 habitantes.
El territorio es administrado por el Departamento de Infraestructura, Transporte, Desarrollo Regional y Comunicaciones de Australia. Consiste de dos atolones y 27 islas de coral, de las cuales dos (West Island y Home Island) están habitadas por 593 personas. Se encuentran situadas aproximadamente a mitad de camino entre Sri Lanka y Australia.
El Capitán William Keeling descubrió las islas en 1609, pero se mantuvieron deshabitadas hasta el siglo XIX. Desde los años 1820 hasta 1978, los miembros de la familia Clunies-Ross controlaron las islas y la producción de copra a partir de los cocos autóctonos. Reino Unido se anexionó las islas en 1857, y en 1955 transfirió su administración al Gobierno de Australia. La población de las dos islas es una mezcla étnica entre europeos (sobre todo en la isla West) y malayos en la isla Home.

## Etimología
El británico William Keeling descubrió el archipiélago en 1609, el cual fue nombrado Islas Keeling (Keeling Islands) en su honor. Sin embargo, las islas permanecieron desiertas durante cerca de 200 años. En el siglo XIX, John Clunies-Ross fundó la empresa Clunies-Ross que se dedicó a la explotación de los cocos del lugar. Por la abundancia de cocoteros (Cocos nucifera), las islas se comenzaron a conocer como Islas Cocos (Cocos Islands). Luego de decidir su anexión a Australia, el nombre oficial del archipiélago respetó ambas denominaciones, por lo que quedó como Islas Cocos (Keeling), en inglés Cocos (Keeling) Islands.

## Historia
Las Islas Cocos fueron descubiertas para los europeos en 1609 por el capitán William Keeling de la Compañía Británica de las Indias Orientales, pero en 1826 fueron pobladas por el inglés Alexander Hare.

### Descubrimiento e Historia inicial
El norte de Keeling fue dibujado por Ekeberg, un capitán sueco, en 1749, mostrando la presencia de cocoteros.  También aparece en una carta de 1789 elaborada por el hidrógrafo británico Alexander Dalrymple.

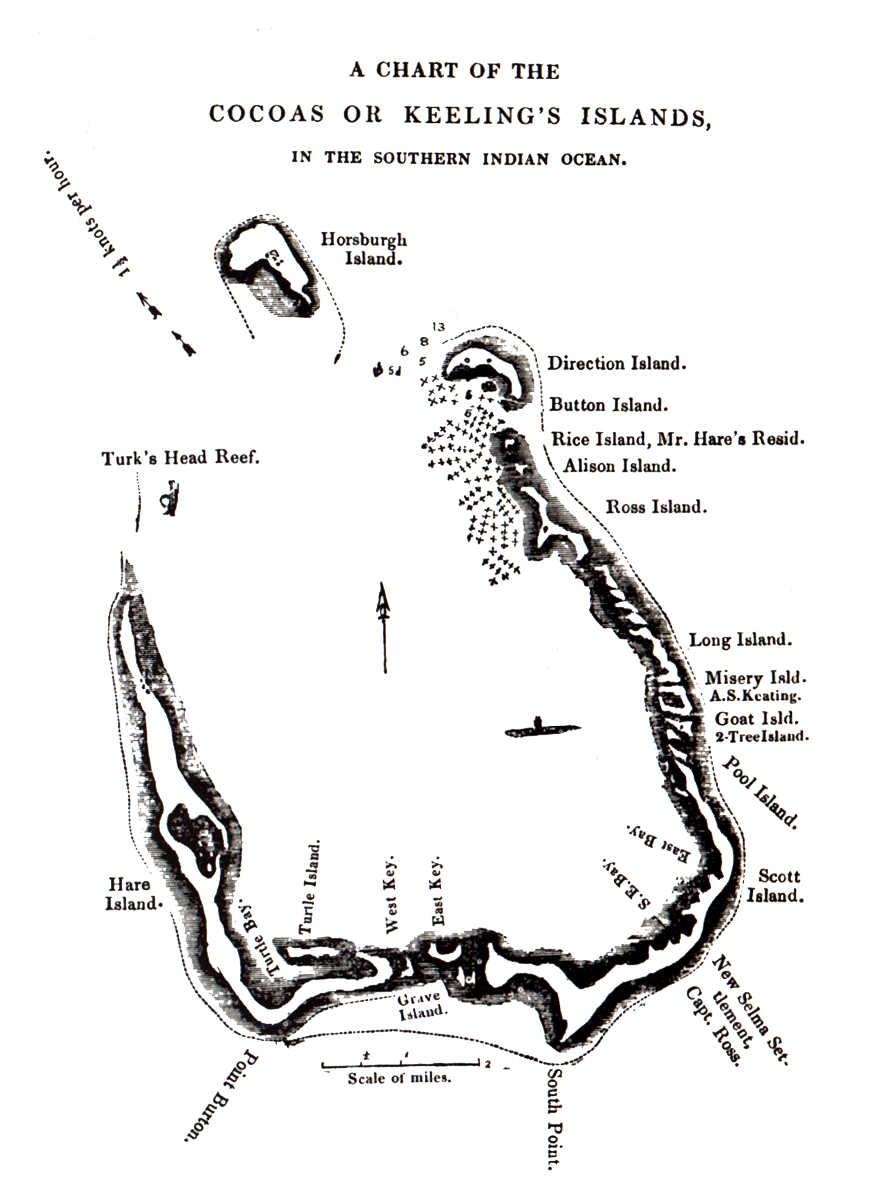
Mapa de las islas de 1840

En 1825, el marino mercante escocés John Clunies-Ross se detuvo brevemente en las islas en un viaje a la India, clavando una Union Jack y planeando regresar y establecerse en las islas con su familia en el futuro. El acaudalado inglés Alexander Hare tenía planes similares, y contrató a un capitán –casualmente, el hermano de Clunies-Ross– para que le llevara a él y a un harén voluntario de 40 mujeres malayas a las islas, donde esperaba establecer su residencia privada. Hare había sido anteriormente residente de Banjarmasin, una ciudad de Borneo, y descubrió que "no podía limitarse a la vida domesticada que ofrece la civilización".
Clunies-Ross regresó dos años después con su mujer, sus hijos y su suegra, y encontró a Hare ya establecido en la isla y viviendo con el harén privado. Los ocho marineros de Clunies-Ross "comenzaron de inmediato la invasión del nuevo reino para tomar posesión de él, con mujeres y todo".
Al cabo de un tiempo, las mujeres de Hare empezaron a abandonarlo, y en su lugar encontraron pareja entre los marineros de Clunies-Ross. Desanimado, Hare abandonó la isla. Murió en Bencoolen en 1834. Animado por los miembros del antiguo harén, Clunies-Ross reclutó entonces a malayos para que vinieran a la isla en busca de trabajo y esposas.
A los trabajadores de Clunies-Ross se les pagaba con una moneda llamada rupia de Cocos, moneda acuñada por el propio John Clunies-Ross y que sólo se podía canjear en el almacén de la empresa.
El 1 de abril de 1836, el HMS Beagle, bajo el mando del capitán Robert FitzRoy, llegó para realizar sondeos para establecer el perfil del atolón como parte de la expedición de reconocimiento del Beagle. Para el naturalista Charles Darwin, a bordo del barco, los resultados apoyaban una teoría que había desarrollado sobre la formación de los atolones, que más tarde publicó como La estructura y distribución de los arrecifes de coral. 
Estudió la historia natural de las islas y recogió especímenes. El asistente de Darwin, Syms Covington, señaló que "un inglés [en realidad era escocés] y su familia, con unos sesenta o setenta mulatos del Cabo de Buena Esperanza, viven en una de las islas. El capitán Ross, el gobernador, está ahora ausente en el Cabo".

### Anexión británica
La empresa Clunies-Ross, fundada por el escocés John Clunies-Ross a principios del siglo XIX, se estableció y pasó a ser la verdadera dueña de las islas, a pesar de la condición de colonia británica administrada desde Ceilán desde 1878. La reina Victoria concedió las islas a la familia Clunies-Ross en 1886, a cambio del derecho de utilizar las tierras con fines públicos. En ese mismo año sin afectar el control de los Clunies-Ross el archipiélago pasó de la jurisdicción inglesa en Ceilán a la jurisdicción inglesa de las Colonias de los Estrechos. Ross introdujo trabajadores malayos —en condiciones cercanas a la esclavitud— para explotar las palmas cocoteras produciendo especialmente copra. 

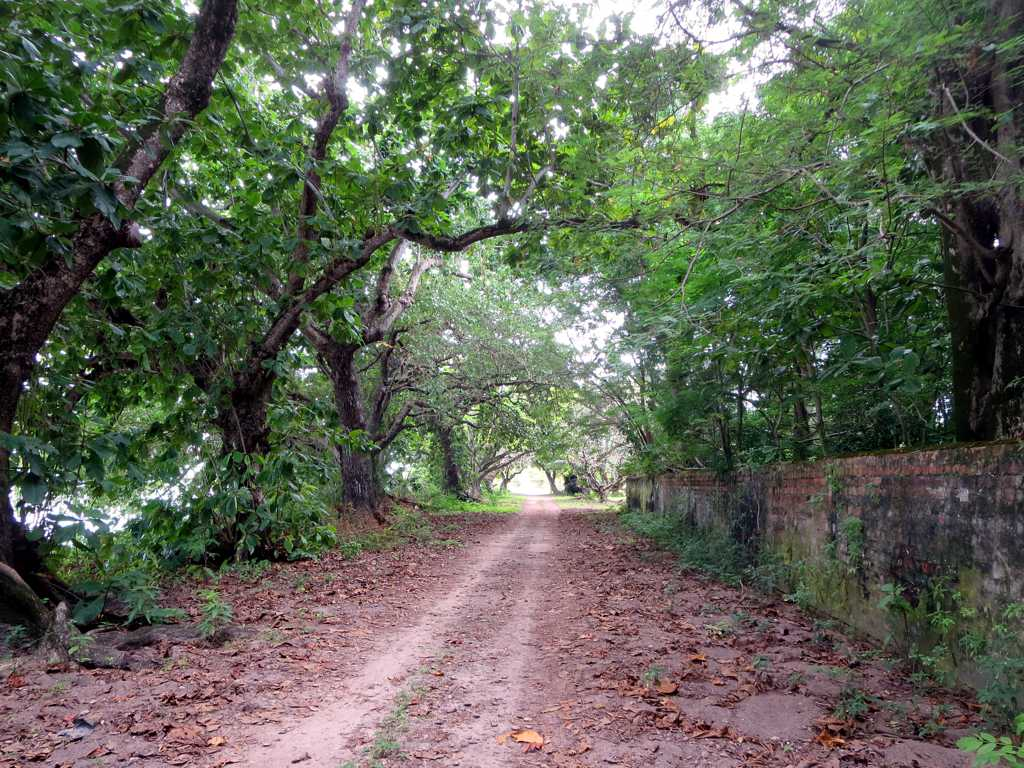
Camino que conduce a la antigua residencia de la Familia Clunies-Ross

En 1901 se estableció una estación de cable telegráfico en la isla de Direction. Los cables submarinos llegaban a Rodrigues, Mauricio, Batavia, Java y Fremantle, Australia Occidental. En 1910 se estableció una estación inalámbrica para comunicarse con los barcos en tránsito. La estación de cable dejó de funcionar en 1966.
En 1903 hubo un nuevo cambio dentro de la jurisdicción colonial inglesa (siempre sin afectar a la empresa Clunies-Ross) de modo que pasó a la entonces colonia británica de Singapur.

### Primera Guerra Mundial
El 9 de noviembre de 1914 a inicios de la Primera Guerra Mundial, el crucero alemán SMS Emden, gemelo del SMS Dresden es inutilizado en estas islas por el HMAS Sydney en lo que se llamó la batalla de las Cocos. 
Esta fue una de las primeras batallas navales de la Primera Guerra Mundial. Un grupo de desembarco del crucero alemán SMS Emden capturó e inutilizó la estación de comunicaciones inalámbricas y por cable de la isla Direction, pero no antes de que la estación pudiera transmitir una llamada de socorro. Un convoy de tropas aliadas pasaba por las cercanías y el crucero australiano HMAS Sydney se separó de la escolta del convoy para investigar.
El Sydney divisó la isla y el Emden a las 09:15, y ambos buques se prepararon para el combate. A las 11:20, el Emden, muy dañado, varó en la isla de Keeling Norte. El buque de guerra australiano rompió para perseguir al colero de apoyo del Emden, que se hundió, y regresó a la isla de Keeling Norte a las 16:00 horas. En ese momento, la enseña de combate del Emden seguía ondeando: normalmente es una señal de que un barco tiene intención de seguir luchando. Tras no recibir respuesta a las instrucciones de arriar la enseña, se dispararon dos salvas contra el crucero varado, tras lo cual los alemanes arriaron la bandera e izaron una sábana blanca. El Sydney tenía órdenes de averiguar el estado de la estación de transmisión, pero regresó al día siguiente para prestar asistencia médica a los alemanes.

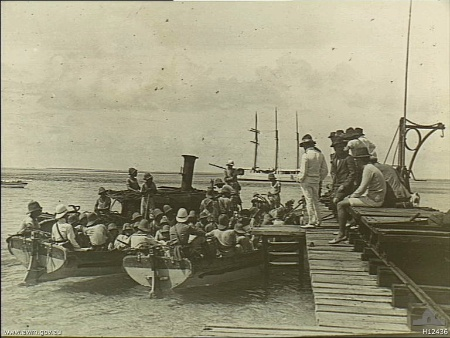
Soldados alemanes en las Islas Cocos durante la Primera Guerra Mundial

Las bajas ascendieron a 134 personas a bordo del Emden y 69 heridos, frente a cuatro muertos y 16 heridos a bordo del Sydney. Los supervivientes alemanes fueron llevados a bordo del crucero australiano, que alcanzó al convoy de tropas en Colombo el 15 de noviembre, para luego ser transportados a Malta y entregar los prisioneros al ejército británico. Otros 50 alemanes del grupo de tierra, que no pudieron ser recuperados antes de la llegada del Sydney, requisaron una goleta y escaparon de la Isla de la Dirección, llegando finalmente a Constantinopla. El Emden fue el último buque de guerra activo de las Potencias Centrales en el Océano Índico o el Pacífico, lo que significó que los buques de tropas de Australia y Nueva Zelanda podían navegar sin escolta naval, y que los buques aliados podían desplegarse en otros lugares.

### Segunda Guerra Mundial
Durante la Segunda Guerra Mundial entre 1942 y 1944 las islas fueron atacadas por Japón. En este período, la estación de cable volvió a ser un enlace vital. Las Cocos eran valiosas para la búsqueda de direcciones por el servicio Y, el sistema de inteligencia mundial utilizado durante la guerra.
Los planificadores aliados observaron que las islas podían ser aprovechadas como aeródromo para los aviones alemanes y como base para los asaltantes de comercio que operaban en el Océano Índico. Tras la entrada de Japón en la guerra, las fuerzas japonesas ocuparon las islas vecinas. Para evitar llamar su atención sobre la estación de cable de Cocos y su guarnición, no se utilizó el fondeadero de hidroaviones entre las islas Direction y Horsburgh. Los transmisores de radio también se mantuvieron en silencio, excepto en casos de emergencia.

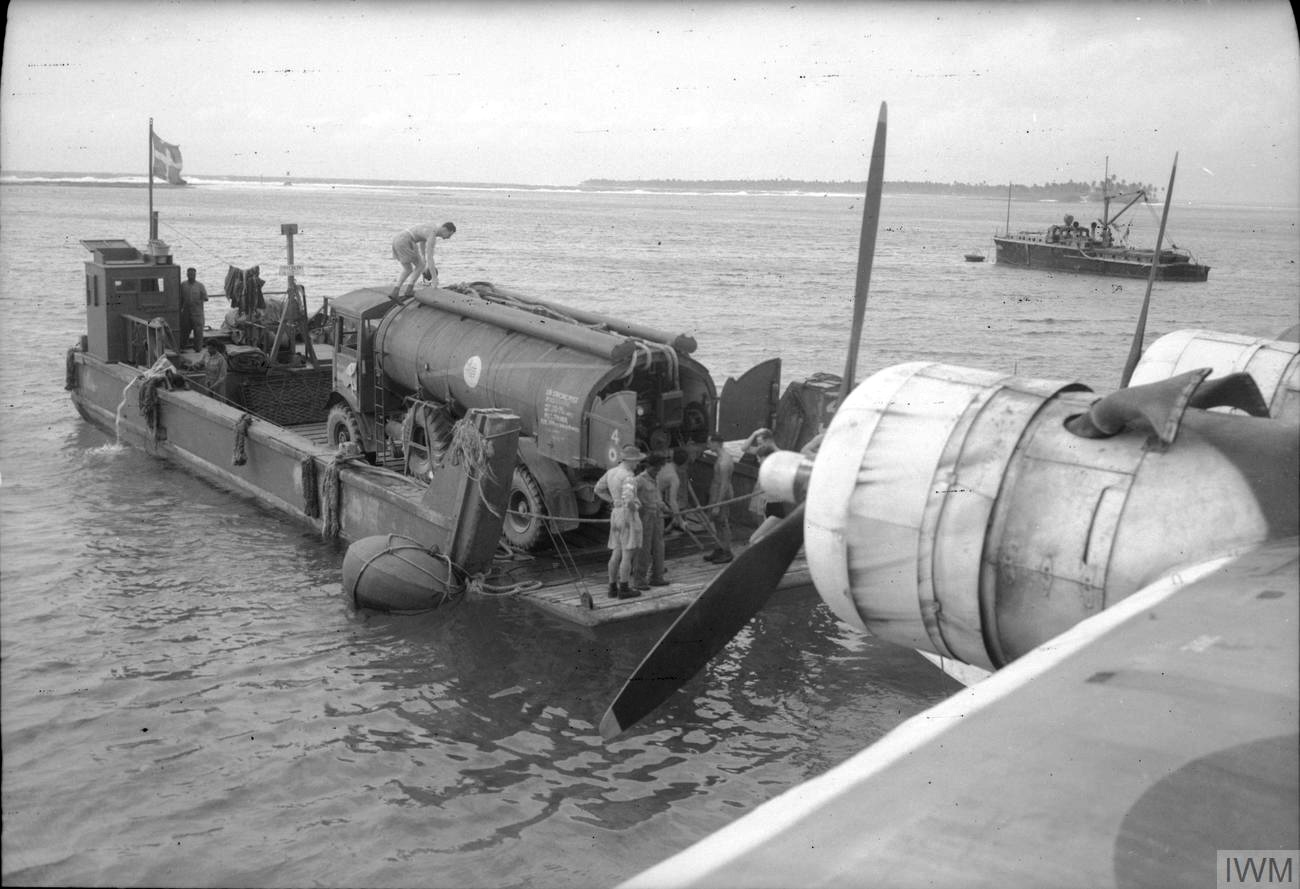
Operaciones de la Real Fuerza Aérea Británica durante la Segunda Guerra Mundial

Tras la caída de Singapur en 1942, las islas fueron administradas desde Ceilán (Sri Lanka), y las islas West y Direction quedaron bajo administración militar aliada. La guarnición de las islas consistía inicialmente en un pelotón de los King's African Rifles del ejército británico, situado en la isla de Horsburgh, con dos cañones de 6 pulgadas (152,4 mm) para cubrir el fondeadero. Todos los habitantes locales vivían en la isla Home. A pesar de la importancia de las islas como centro de comunicaciones, los japoneses no intentaron ni asaltarlas ni ocuparlas y se contentaron con enviar un avión de reconocimiento aproximadamente una vez al mes.
En la noche del 8 al 9 de mayo de 1942, 15 miembros de la guarnición, pertenecientes a la Fuerza de Defensa de Ceilán, se amotinaron bajo el liderazgo de Gratien Fernando. Se dice que los amotinados fueron provocados por la actitud de sus oficiales británicos y supuestamente también se inspiraron en la propaganda japonesa antibritánica. Intentaron tomar el control de la batería de cañones de las islas. El motín de las Islas Cocos fue aplastado, pero los amotinados asesinaron a un soldado no amotinado e hirieron a un oficial. Siete de los amotinados fueron condenados a muerte en un juicio que posteriormente se alegó que se había llevado a cabo de forma incorrecta, aunque se admitió la culpabilidad de los acusados. Cuatro de las condenas fueron conmutadas, pero tres hombres fueron ejecutados, entre ellos Fernando. Estos fueron los únicos soldados de la Commonwealth británica ejecutados por motín durante la Segunda Guerra Mundial.
El 25 de diciembre de 1942, el submarino japonés I-166 bombardeó las islas pero no causó daños.
Más adelante en la guerra, se construyeron dos pistas de aterrizaje y se trasladaron tres escuadrones de bombarderos a las islas para realizar incursiones contra objetivos japoneses en el sudeste asiático y para prestar apoyo durante la reinvasión prevista de Malaya y la reconquista de Singapur. Los primeros aviones en llegar fueron los Supermarine Spitfire Mk VIII del n.º 136 del Escuadrón de la RAF, que incluían algunos bombarderos Liberator del n.º 321 (Países Bajos) del Escuadrón de la RAF (miembros de las fuerzas holandesas exiliadas que servían en la Real Fuerza Aérea), que también estaban estacionados en las islas. Cuando en julio de 1945 los escuadrones n.º 99 y n.º 356 de la RAF llegaron a West Island, trajeron consigo un diario llamado Atoll que contenía noticias de lo que ocurría en el mundo exterior. Dirigido por los aviadores en sus horas libres, alcanzó la fama cuando fue lanzado por bombarderos Liberator sobre los campos de prisioneros de guerra por encima de las cabezas de los guardias japoneses.

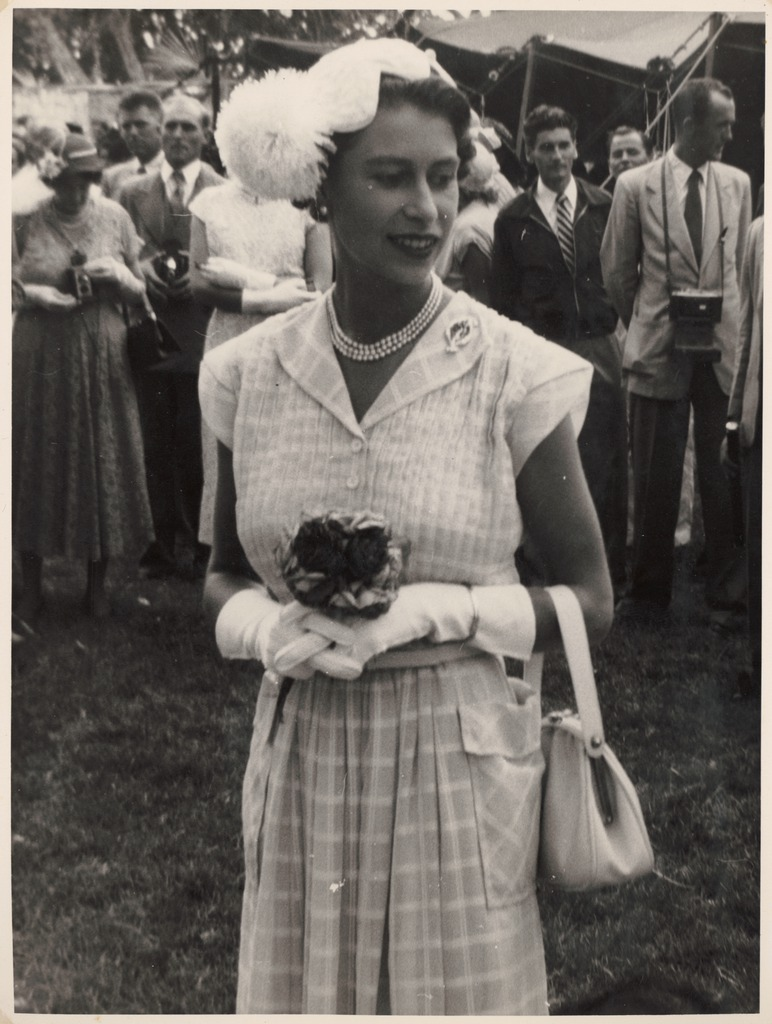
Visita de la Reina Isabel a las Islas en 1954

En 1946, la administración de las islas volvió a Singapur y pasó a formar parte de la Colonia de Singapur.

### Anexión a Australia
En 1955 el Reino Unido tras concluir su control efectivo sobre Singapur y Malasia, traspasó el dominio de las islas Cocos a Australia aunque por ese entonces los intereses de la empresa Clunies-Ross no se vieron afectados, hasta que en septiembre de 1972, cuando tras un duro informe sobre la situación de la población que fue calificada de neofeudal, el denominado rey John Clunies-Ross abdicó, entregando sus poderes a la Administración australiana. En 1978, después de años de negociaciones, Australia compró las islas a la empresa, que sigue monopolizando la producción y comercialización de la copra. Por otra parte, Australia dispone de una base militar en la isla West, comprada en 1951.
En 1984, a través de un plebiscito, los habitantes optaron por la nacionalidad australiana y la plena anexión de las islas a Australia. La Asamblea General de las Naciones Unidas, en diciembre de ese año, reconoció el resultado del plebiscito y eximió a Australia de informar al Comité de Descolonización. Australia compró las últimas propiedades de Clunies-Ross en las islas en 1993.
En diciembre de 2001, la isla West dobló su población al recibir inmigrantes ilegales —mayoritariamente de Sri Lanka—. Los operadores turísticos alertaron de que esto podría acabar con el turismo en las islas.
El diplomático Evan Williams fue designado, en octubre de 2003, administrador de Cocos por parte del gobierno australiano. En enero de 2006, Williams fue sustituido por Neil Lucas quien era, además, administrador de la Isla de Navidad.
En 2011 la Fuerza Aérea Australiana planteó la necesidad de mejorar la defensa aérea de estas islas, en una estrategia para posicionarse económica y militarmente en el océano Índico.

## Gobierno

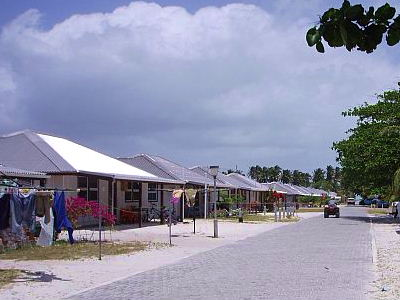
Vista de las casas de las Islas Cocos.

El sistema político de las islas se basa en la Cocos (Keeling) Islands Act 1955 (Ley de las Islas Cocos (Keeling) de 1955), y de las leyes de Australia. Las islas son administradas desde Canberra por el departamento del fiscal general, a través de un administrador no residente nombrado por el gobernador general. Antes del 29 de noviembre de 2007, la administración del archipiélago era función del Departamento de Transporte y Servicios Regionales. El Administrador actual es Barry Haase —también es el Administrador de la Isla de Navidad—, elegido el 5 de octubre de 2014.
Existe también un Consejo unicameral en las Islas Cocos formado por siete miembros. La legislatura dura cuatro años, aunque se acostumbra celebrar elecciones cada dos años, pues aproximadamente la mitad de sus miembros se retiran cada dos años. Las elecciones se realizan el tercer sábado del mes de octubre de los años impares. El presidente de ese Consejo se elige también cada dos años por votación entre sus miembros. El presidente del Consejo es Aindil Minkom que termina su mandato en 2015.

### Política federal
Los residentes de las Islas Cocos (Keeling) son ciudadanos australianos que también votan en las elecciones federales. Los habitantes de las islas Cocos (Keeling) están representados en la Cámara de Representantes por el miembro de la División de Lingiari (en el Territorio del Norte) y en el Senado por los senadores del Territorio del Norte. En las elecciones federales de 2016, el Partido Laborista obtuvo la mayoría absoluta de los electores de Cocos tanto en la Cámara de Representantes como en el Senado.

### Defensa y aplicación de la ley
La defensa es responsabilidad de las Fuerzas de Defensa australianas. No hay instalaciones militares activas ni personal de defensa en las islas. El administrador puede solicitar la asistencia de la Fuerza de Defensa Australiana si es necesario. En el Libro Blanco de la Defensa Australiana de 2016 se afirmaba que el aeródromo de la isla se modernizaría para dar apoyo al avión de patrulla marítima P-8 Poseidón de la RAAF.
La Policía Federal Australiana se encarga de la aplicación de la ley civil y de la vigilancia comunitaria. El despliegue normal en la isla es de un sargento y un agente. A ellos se suman dos miembros especiales contratados localmente que tienen poderes policiales.

### Tribunales
Desde 1992, los servicios de los tribunales han sido proporcionados por el departamento del fiscal general de Australia Occidental en virtud de un acuerdo de prestación de servicios con el Gobierno de Australia. Los Servicios Judiciales de Australia Occidental ofrecen servicios de Tribunal de Magistrados, Tribunal de Distrito, Tribunal Supremo, Tribunal de Familia, Tribunal de Menores y Registro de Nacimientos, Defunciones y Matrimonios, así como servicios de cambio de nombre. Los magistrados y jueces de Australia Occidental convocan un tribunal de circuito cuando es necesario.

## Geografía
Las Islas Cocos (Keeling) son un grupo de 27 islas situadas en medio del océano Índico, a 2768 km al noroeste de Perth, a 900 km al sudoeste de la isla de Navidad (su vecino más cercano) y a unos 1000 km de Java y Sumatra. Posee el extremo occidental de Oceanía, ubicado en la Isla West. Abarcan un área emergida de 14 km² y su punto más alto está a 9 m s. n. m. en South Island.
De las 27 islas solo dos están habitadas: la isla Home y la isla West, situadas en las coordenadas 12°11′10.24″S 96°49′47.07″E / -12.1861778, 96.8297417. La capital del territorio es West Island, aunque la localidad más grande es el pueblo de Bantam, en la Isla Home.

### Islas

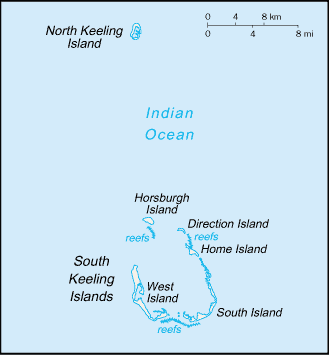
Mapa del archipiélago.

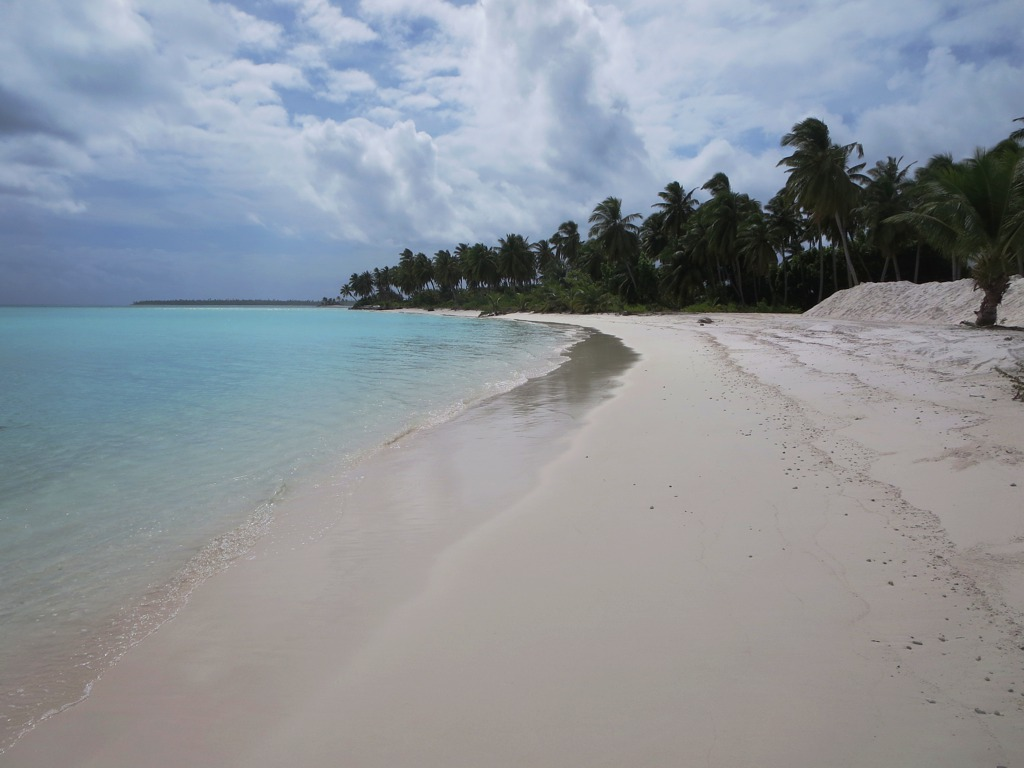
Playa del Oeste de la isla Home

| N.º | Nombre en malayo    | Nombre en inglés       | Nombre en español    | Área (km²) |
| --- | ------------------- | ---------------------- | -------------------- | ---------- |
| 1   | Pulau Luar          | Horsburgh Island       | Isla Horsburgh       | 1.04       |
| 2   | Pulau Tikus         | Direction Island       | Isla Direction       | 0.34       |
| 3   | Pulau Pasir         | Workhouse Island       | Isla Workhouse       | <0.01      |
| 4   | Pulau Beras         | Prison Island          | Isla Prison          | 0.02       |
| 5   | Pulau Gangsa        | Woeplace Islets        | Islotes de Woeplace  | <0.01      |
| 6   | Pulau Selma         | Home Island            | Isla Home            | 0.95       |
| 7   | Pulau Ampang Kechil | Scaevola Islet         | Islote Scaevola      | <0.01      |
| 8   | Pulau Ampang        | Canui Island           | Isla Cauni           | 0.06       |
| 9   | Pulau Wa-idas       | Ampang Minor           | Ampang Menor         | 0.02       |
| 10  | Pulau Blekok        | Goldwater Island       | Isla Goldwater       | 0.03       |
| 11  | Pulau Kembang       | Thorn Island           | Isla Thron           | 0.04       |
| 12  | Pulau Cheplok       | Gooseberry Island      | Isla Gooseberry      | <0.01      |
| 13  | Pulau Pandan        | Misery Island          | Isla Misery          | 0.24       |
| 14  | Pulau Siput         | Goat Island            | Isla Goat            | 0.10       |
| 15  | Pulau Jambatan      | Middle Mission Isle    | Isla Middle Mission  | <0.01      |
| 16  | Pulau Labu          | South Goat Island      | Isla Goat del Sur    | 0.04       |
| 17  | Pulau Atas          | South Island           | Isla South           | 3.63       |
| 18  | Pulau Kelapa Satu   | North Goat Island      | Isla Goat del Norte  | 0.02       |
| 19  | Pulau Blan          | East Cay               | Cayo Este            | 0.03       |
| 20  | Pulau Blan Madar    | Burial Island          | Isla Burial          | 0.03       |
| 21  | Pulau María         | West Cay               | Cayo Oeste           | 0.01       |
| 22  | Pulau Kambling      | Keelingham Horn Island | Isla Keelingham Horn | <0.01      |
| 23  | Pulau Panjang       | West Island            | Isla West            | 6.23       |
| 24  | Pulau Wak Bangka    | Turtle Island          | Isla Turtle          | 0.22       |

### Clima
Las Islas Cocos experimentan dos estaciones principales:
- La estación del viento: a partir de abril/mayo hasta septiembre/octubre.
- Calma: a partir de noviembre hasta abril.

Las islas cuentan con una precipitación más alta durante julio. Desde enero hasta agosto, puede también generarse el sistema ocasional de presión baja (generalmente entre febrero y abril).

### Fauna y flora

#### Fauna
La fauna terrestre de las islas cocos es sorprendentemente depauperada, debido a la pequeña superficie de las islas, su falta de hábitats diversas y su aislamiento de grandes masas de tierra. Sin embargo, la fauna dependiente de los recursos marinos es mucho más rica.
Como pequeños y aislados grupos de islas en dos atolones separados 24 km en el océano Índico oriental, el número de especies de aves terrestres residentes (en contraposición a las aves marinas y aves limícolas) es muy pequeño. Estos comprenden la subespecie endémica del Gallirallus philippensis, la introducción del gallo de Java y la pintada común, la gallineta pechiblanca, la garceta de arrecife, la garza nocturna caledónica y la introducción del anteojitos de la Christmas. Otras cuatro especies introducidas ahora están extintas en las islas. Varias especies de aves terrestres han sido registradas ocasionalmente, pero ninguna ha establecido una población reproductora.

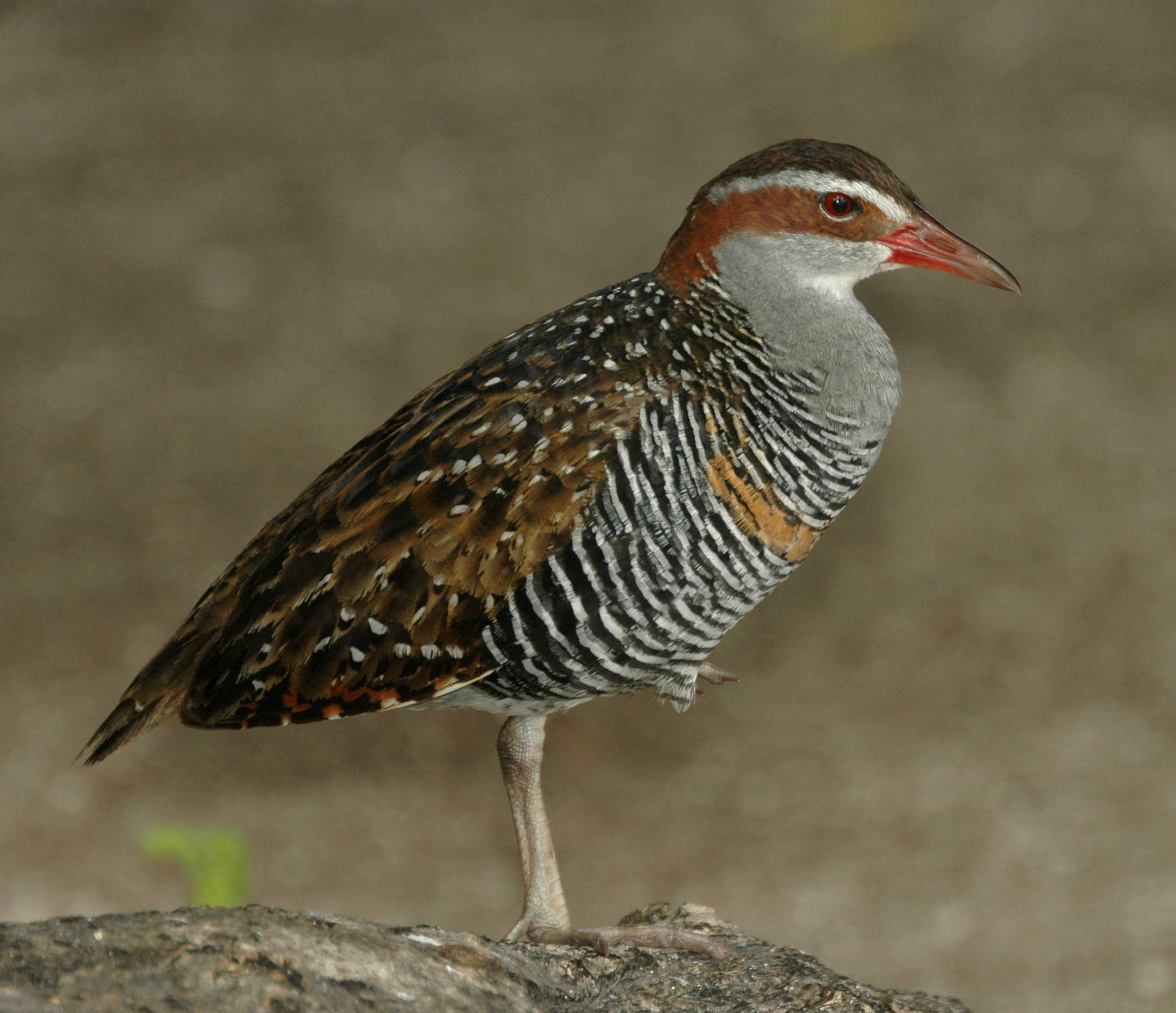
El rascón filipino es una especie de ave gruiforme de la familia Rallidae propia de Filipinas, la Wallacea y Oceanía.

Los waders migratorios registrados en las islas incluyen algunos visitantes regulares así como vagabundas. Ninguna razas allí. Sin embargo, En la Isla Keeling del Norte es una importante para el criadero de aves marinas, con un número considerable de piquero patirrojo, la fragata común y el ariel, la tiñosa común y el charrán blanco. Otras aves marinas de cría son la pardela del Pacífico, el alcatraz enmascarado, el alcatraz pardo, el Faetón colirrojo y el rabijunco común, y el charrán sombrío. Es posible que el petrel heraldo se reproduzca allí también.
Presumiblemente, antes de la ocupación humana de las islas en el siglo XIX, las aves marinas se criaron en ambos atolones. Sin embargo, con el establecimiento de una población humana y la introducción de roedores en el atolón meridional, las colonias significativas de aves marinas están ahora restringidas al atolón Keeling del Norte. Aunque los isleños de Cocos solían visitar la isla regularmente para cosechar aves marinas, esta práctica cesó en gran parte con el establecimiento del parque nacional Pulu Keeling en 1995.

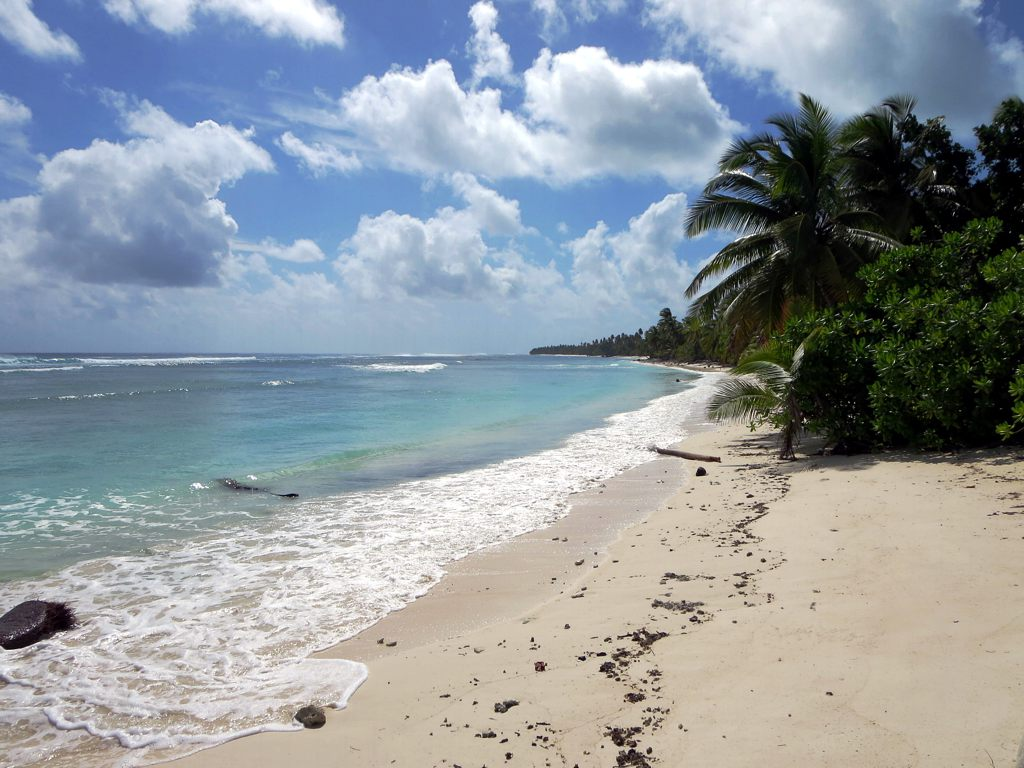
Playa de la Isla West, Islas Cocos

No hay mamíferos terrestres nativos. Hay dos especies de roedores, el ratón casero y la rata negra, que fueron introducido en el atolón meridional pero están ausentes de Isla Keeling del Norte. Los conejos fueron introducidos pero se han extinguido. Se introdujeron dos especies de ciervos asiáticos, el muntíaco de la India y Rusa unicolor, pero no persistieron. Los mamíferos marinos registrados, o visto pasar por las islas son:
- Sirenia
  - Dugongo - Visto en la laguna del atolón meridional.
- Cetáceos
  - Tursiops - Visto regularmente.
  - Delphinus - Visto regularmente.
  - Calderones
  - Yubartas
  - Zifios
  - Cachalote

Los reptiles terrestres incluyen tres geckos y una serpiente ciega, todos los cuales pueden haber sido transportados inadvertidamente a las islas por los seres humanos:
- Gecónidos
  - Gecko enlutado
  - Gehyra mutilata
  - Hemidactylus
- Typhlopidae
  - Serpiente ciega

Entre los reptiles marinos están:
- Serpientes de mar
- Chelonioidea

Más de 500 especies de peces se han registrado alrededor de las islas.

## Importancia estratégica

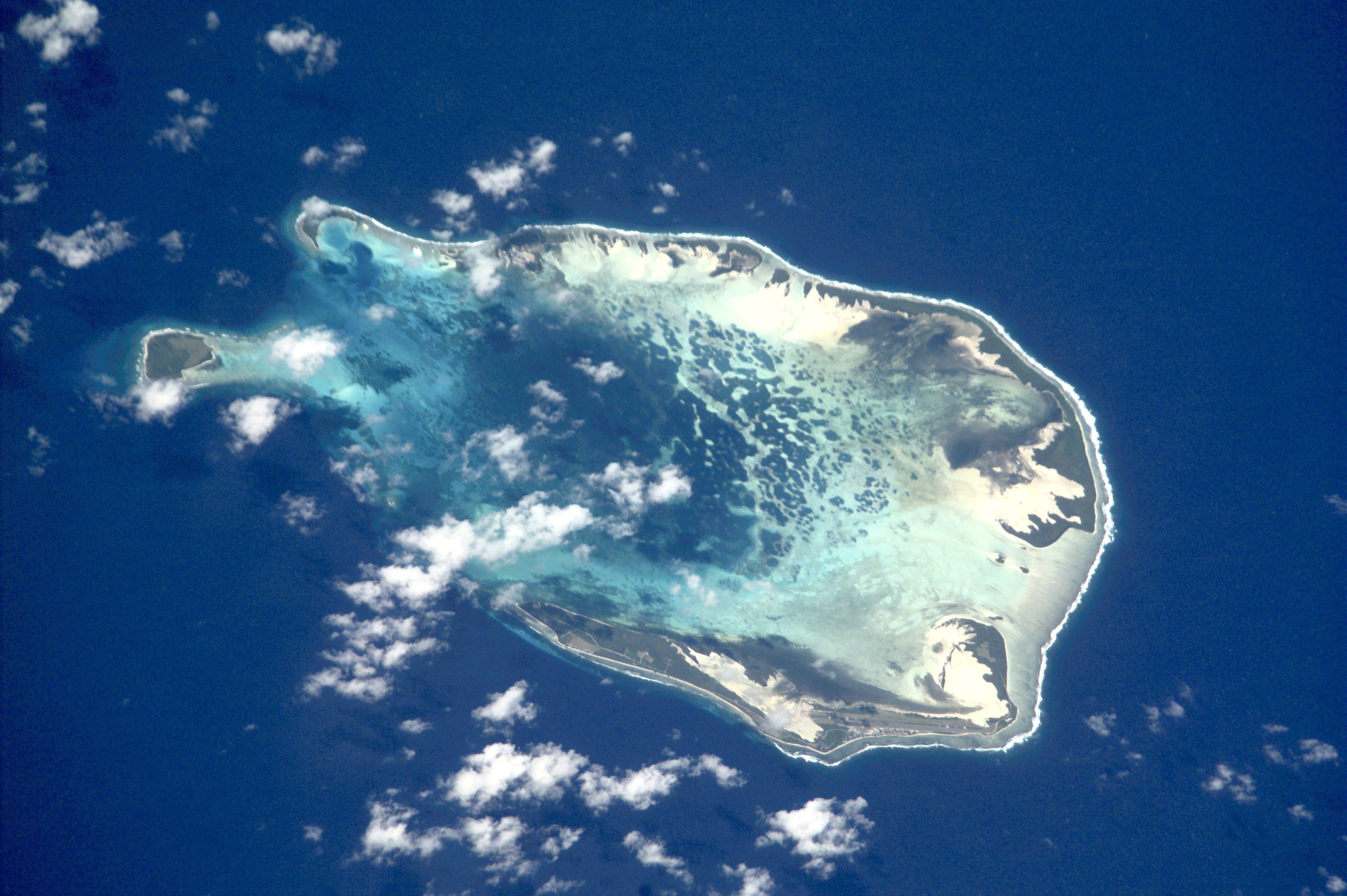
Vista de las Cocos del Sur.

Las Islas Cocos están localizadas estratégicamente, en cuanto a geografía se refiere, dada su proximidad a las principales líneas de navíos del océano Índico y el mar de la China Meridional. El ejército de los Estados Unidos había planeado construir bases aéreas en las Islas Cocos, capaces de sustentar bases ocultas de espionaje y vigilancia sobre el Mar de la China del Sur. Euronews describió los planes de apoyo australianos para incrementar la presencia americana al sureste de Asia, con el fin de mejorar la disposición de oficiales chinos. James Cogan escribió para el World Socialist Web Site que la construcción de una base aérea en Cocos es uno de los pilares fundamentales de la estrategia política de Obama en Asia, facilitando así el control de las líneas marítimas entre los océanos Índico y Pacífico y aumentan así exponencialmente las posibilidades de que las fuerzas estadounidenses ejecutasen un bloqueo contra China. Después de que los planes de construcción de las bases aéreas fuesen desvelados por el Washington Post, el ministro de defensa australiano Stephen Smith sostuvo que el gobierno australiano veía "Cocos como una potencial ubicación estratégica a largo plazo, pero habrá que ver como discurren las cosas."

## Economía
Los cocos que crecen en las islas son el principal cultivo del lugar. Existen además pequeñas huertas y algunos pescadores que contribuyen a mejorar el suministro de alimentos, pero resulta insuficiente y es necesario traer víveres desde Australia. Como resultado, cerca del 60 % de la población carece de un empleo estable. La emisión de sellos postales, principalmente destinado al coleccionismo filatélico, es también una importante fuente de ingreso para su economía. Las islas además reciben turismo, pero en número reducido. También el dominio .cc se renta para conseguir más fondos.

## Comunicaciones y transporte

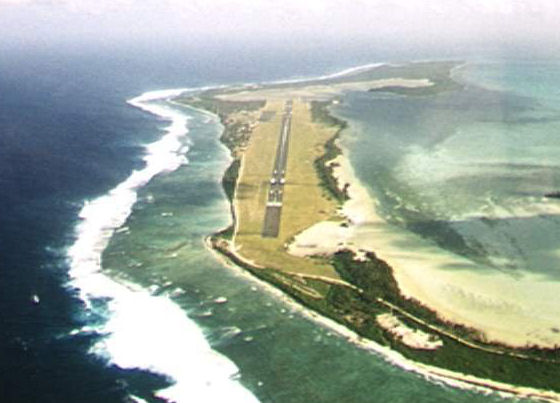
Vista del Aeropuerto en West Island.

Las islas están conectadas con el sistema de telecomunicaciones de Australia (con la extensión +61 8 9162 xxxx) y el sistema postal usa el código 6799. Existen teléfonos públicos en West Island y Home Island. También existen una red móvil GSM que opera en las islas. Dentro del territorio de las Islas Cocos solo hay una estación de radio que opera gracias a varios voluntarios.
El Aeropuerto Internacional de las Islas Cocos, situado en West Island, tiene una pista pavimentada y dispone de un enlace regular con Perth, en Australia Occidental. También hay un muelle en la laguna interior del atolón, llamado Port Refuge. Dentro del archipiélago se encuentra una red de caminos con una extensión de 22 km, de los cuales 12 km no están pavimentados.

### Internet
.cc es el código de dominios de país en Internet (ccTLD) para las Islas Cocos (Keeling). Pero son administrados por VeriSign a través de una compañía filial eNIC, que promociona el registro internacional como "el próximo .com"; .cc fue inicialmente asígnado en octubre de 1997 a eNIC Corporation de Seattle (WA) por la IANA. La República Turca del Norte de Chipre también utiliza el dominio .cc, junto con .nc.tr.
En 2010, había 58 130 hospedajes de internet en las Islas Cocos.

## Demografía
De acuerdo a estimaciones de julio de 2010, las islas estaban habitadas por 596 personas. Según datos de 2001, la isla Home estaba poblada mayoritariamente por malayos y la West por australianos. El 80 % de la población practica el Islam, específicamente el sunismo; el restante 20 % practica otras religiones.

### Educación

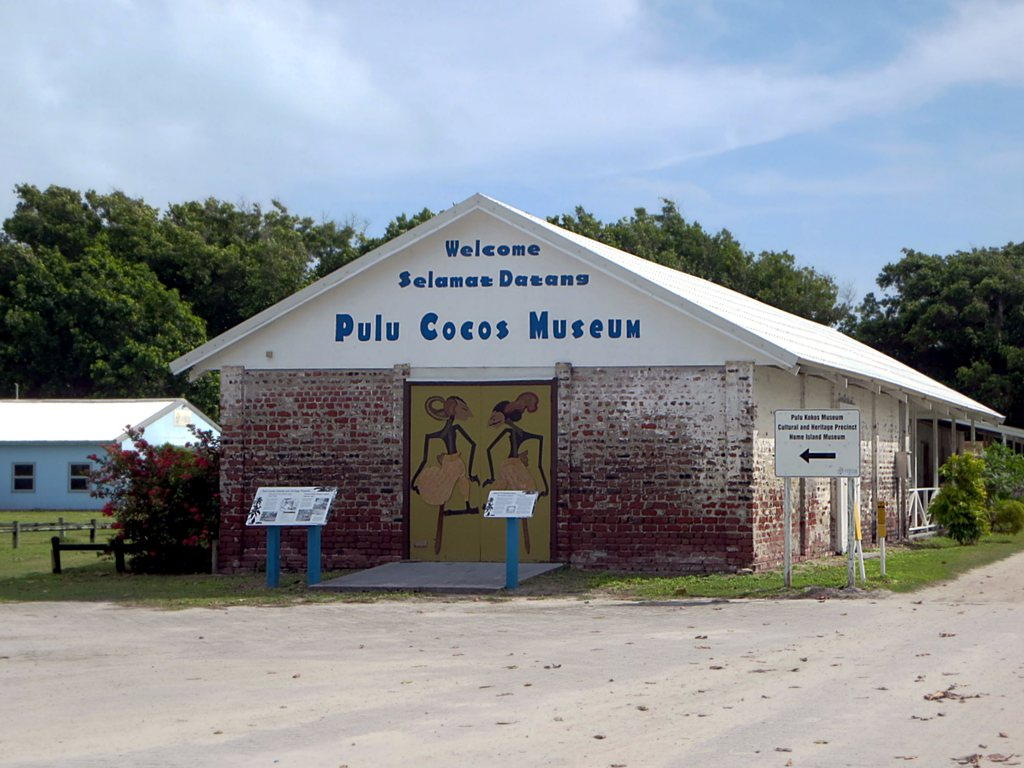
Museo de la Isla de Cocos

Hay dos escuelas en el archipiélago, una en la isla Home y la otra en la isla West. La instrucción escolar es en inglés, se intenta inducir a los estudiantes a hablar el dialecto local en la escuela, el malayo de las Islas Cocos.

## Medios de comunicación
Las Islas Cocos (Keeling) tienen acceso a amplios servicios de comunicaciones modernos. Cuatro estaciones de televisión emiten desde el Oeste de Australia vía satélite. Estas son ABC, SBS, WIN y GWN. Una estación de radio local, 6CKI – Voz de las Islas Cocos (Keeling), es gestionada por voluntarios de la comunidad y proporciona algunos contenidos locales.

### Televisión

#### Australiana
Las Islas Cocos reciben cuatro canales desde el Oeste de Australia vía Satélite:
- ABC1
- SBS One
- WIN Televisión (Afiliada de Nine Network Perth)
- GWN7 (Afiliada de Seven Network Perth)

Las Islas Cocos solo reciben cuatro canales por la televisión digital no está aún disponible.

#### Malaya
Desde 2013 en adelante, las Islas Cocos recibirán cuatro canales malayos vía satélite:
- TV3
- ntv7
- 8TV
- TV9